# Meister von Cabestany
Als Meister von Cabestany wird ein namentlich nicht bekannter Bildhauer aus der zweiten Hälfte des 12. Jahrhunderts bezeichnet.

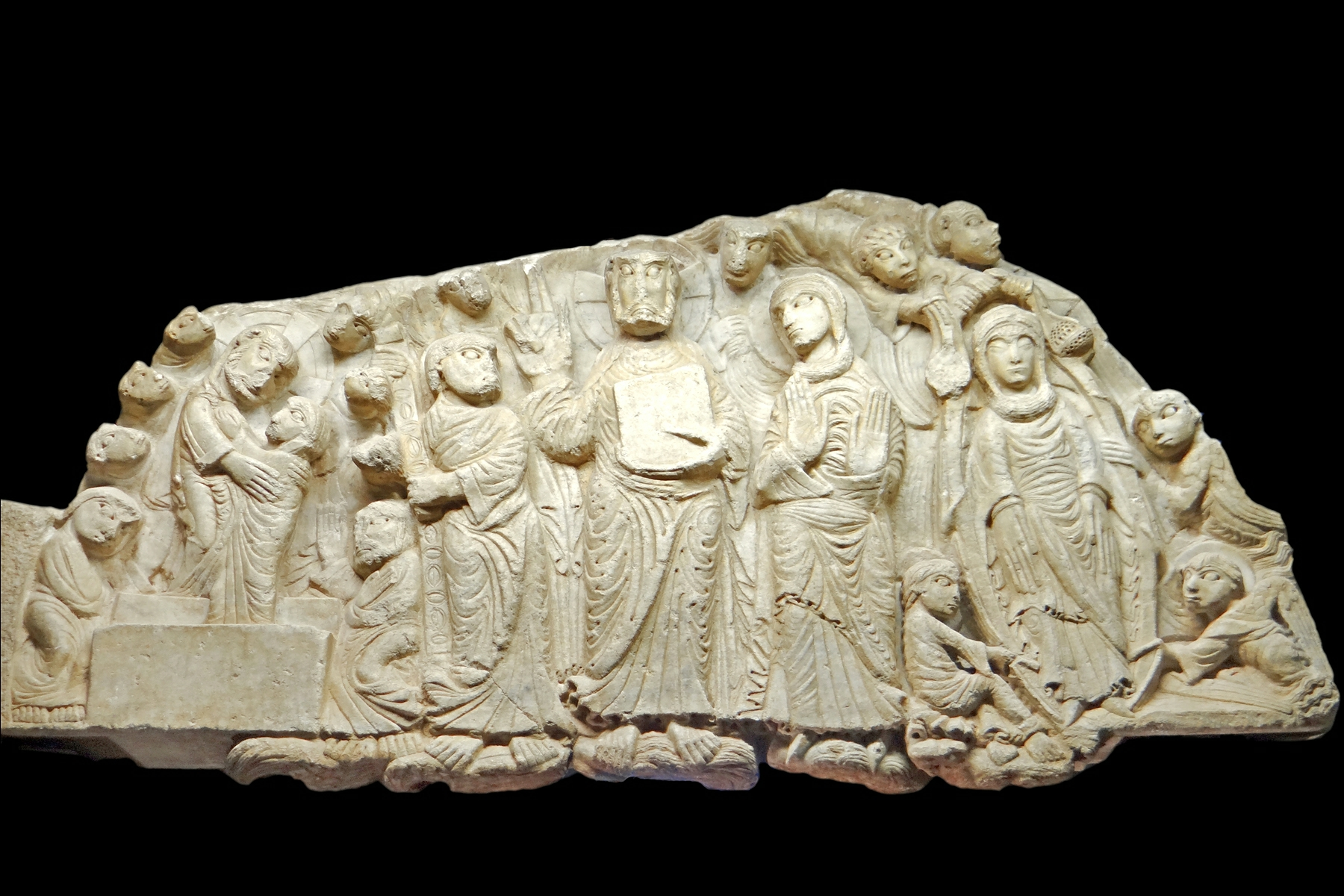
Tympanon von Cabestany

## Entdeckungsgeschichte
In den 1930er-Jahren stellten Kunsthistoriker bemerkenswerte stilistische Gemeinsamkeiten zwischen einigen Kunstwerken fest. Unter ihnen rangierte das Tympanon von Cabestany an erster Stelle. Der Kunsthistoriker Josep Gudiol benannte im Jahr  1944 den anonymen Künstler nach diesem nahe bei Perpignan gelegenen Ort. Seine Werke finden sich in den französischen Departements Aude und Pyrénées-Orientales ebenso wie im Norden Kataloniens und Navarra, aber auch in der Toskana. Insgesamt trifft man in mindestens 14 Kirchen auf Werke dieses Künstlers oder seiner Werkstatt. Ob er die ein halbes Jahrhundert zuvor entstandenen Skulpturen in der nur knapp 300 km von Cabestany entfernten Abtei von Moissac kannte und, wenn ja, inwieweit er durch diese angeregt oder beeinflusst wurde, ist nicht endgültig geklärt.
Das oben erwähnte Tympanon wurde kurz nach 1930 bei Erweiterungsarbeiten an der Pfarrkirche von Cabestany (ca. 6 km östlich von Perpignan im Roussillon) entdeckt. Die hohe technische Qualität, das Thema und die Originalität dieser Bildhauerarbeit boten Anlass für eingehendere Untersuchungen und Vergleiche mit anderen mittelalterlichen Skulpturen. Die auffallenden Ähnlichkeiten zwischen den verschiedenen Kapitellen, Sarkophagen und anderen Plastiken führten zur Annahme eines einzigen verantwortlichen Künstlers – eben des „Meisters von Cabestany“.
Insgesamt werden im westlichen Europa insgesamt 121 Skulpturen diesem Meister oder seiner Werkstatt zugeschrieben. Bis heute ist seine Arbeit Gegenstand zahlreicher Veröffentlichungen. Mehr als 200 Werke aus Theologie, Geschichte und Kunstgeschichte befassen sich mit diesem Meilenstein der religiösen Kunst des 12. Jahrhunderts.

## Charakteristische Merkmale
Der Stil der Skulpturen des Meisters von Cabestany zeigt einige typische Eigenarten. Die Gesichter sind annähernd dreieckig mit niedriger Stirn, hohen Wangenknochen, flachem Kinn, ausgeprägten Ohren und schräggestellten, mandelförmigen Augen, die oft durch Bohrlöcher in den Augenwinkeln besonders betont werden. Auffällig sind die übergroßen Hände und Füße, der antikische Faltenreichtum der Gewänder und die Fülle der Details rund um die Hauptfiguren.

## Werke
Anhand der beschriebenen stilistischen Merkmale kann man eine Reihe von Werken des „Meisters von Cabestany“ identifizieren, wenngleich im Einzelfall die Meinungen durchaus voneinander abweichen, ob es sich um ein Werk des Meisters selbst, aus seiner Werkstatt oder aus der Hand eines von ihm inspirierten anderen Künstlers handelt. Die folgende Liste der bekanntesten Werke ist – da eine zeitliche Reihenfolge aufgrund der Quellenlage fast unmöglich ist – räumlich gegliedert:

### Frankreich
- Département Pyrénées-Orientales

- Cabestany:  In einer Kapelle an der Nordseite der Kirche Notre-Dame-des-Anges ist an der westlichen Wand das Schlüsselwerk des Meisters ausgestellt; nach diesem Ort ist er benannt. Es handelt sich um ein Tympanon aus weißem Marmor, das im oberen Teil beschädigt und daher annähernd trapezförmig ist. Der ursprüngliche Anbringungsort dieses Tympanons ist unbekannt; vermutlich befand es sich über dem Haupteingang der Vorgängerkirche.
Die verwendete Marmorplatte ist möglicherweise noch älteren Datums und fungierte als Grabplatte. Die gesamte Bildfläche ist ausgefüllt mit acht großen und vier kleineren Figuren; hinzu kommen neun kleine Köpfe und an der Unterkante ein Fries mit kleinen Tieren (Löwen, Affen, Greifen), was beweist, dass sich unter dem Tympanon kein Türsturz o. ä. befunden hat. Diese Tiere unter den Füßen Christi sind möglicherweise eine Anspielung auf Psalm 91,13: „Du schreitest über Löwen und Nattern, / trittst auf Löwen und Drachen.“
Auf dem Tympanon lassen sich drei Szenen unterscheiden: links erhebt Jesus Christus seine Mutter Maria aus dem Sarg und präsentiert sie den Aposteln Petrus, dargestellt mit Bart, und dem jugendlichen Johannes, rechts ist die Himmelfahrt Mariens abgebildet (Die gleiche Szene ist auf einem Kapitell in Rieux-Minervois (s. u.) zu finden.). In der Mitte steht – seiner Bedeutung gemäß als größte Figur – der segnende Christus zwischen Maria und dem Apostel Thomas. Dieser hält einen Gürtel mit mandelförmigen Symbolen in der Hand, den er der Legende nach von Maria erhalten hat.

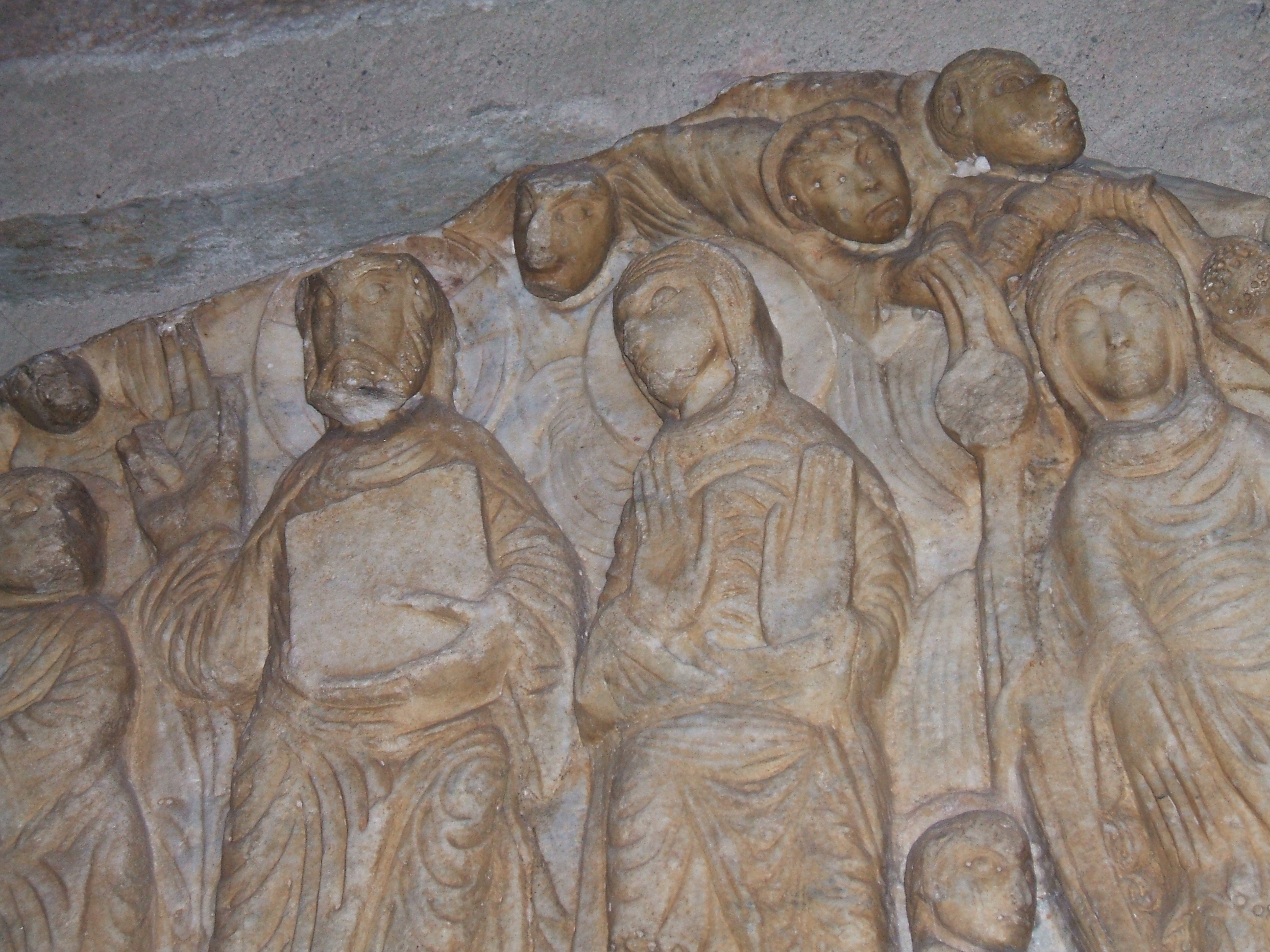
Tympanon von Cabestany (Detail)
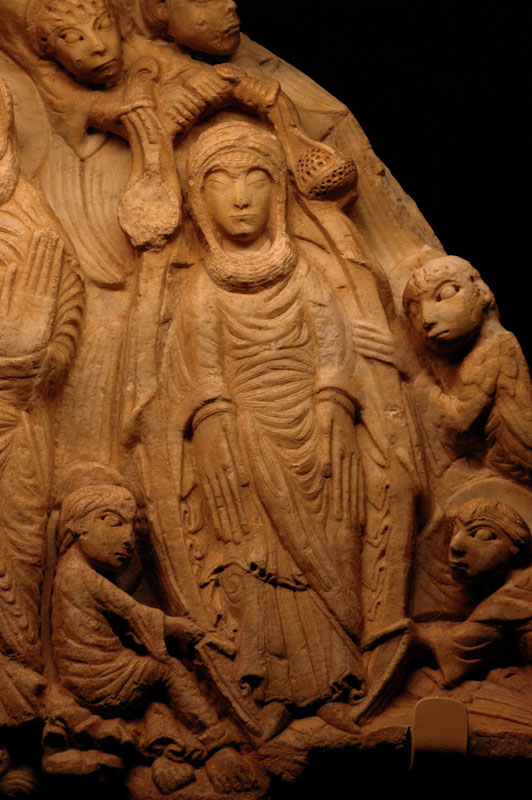
Detail der Himmelfahrt

- Le Boulou: In der Kirche Sainte Marie aus dem 12. Jh., die im Laufe der Zeit (vor allem im 14. Jh.) einige Male umgebaut wurde, hat sich aus der Erbauungszeit das romanische Westportal erhalten. Es besteht aus weißem Marmor (aus den Steinbrüchen von Céret) und wird von zwei Säulen flankiert sowie einer Archivolte überragt. Darüber befindet sich ein Fries, der von sieben Konsolen getragen wird. Die teilweise leicht beschädigten Szenen beschreiben von rechts nach links einige Episoden aus der Kindheit Jesu: die Verkündigung an die Hirten, die Geburt, die Darstellung im Tempel, die Anbetung der Könige, die Flucht nach Ägypten und die dortige Zuflucht.
Alle charakteristischen Merkmale des Tympanons von Cabestany finden sich auch hier: die typischen Köpfe, der vollständig ausgefüllte Raum, die übergroßen Hände, die Sorgfält bei der Herausarbeitung der Gewänderfalten, die Liebe zum Detail (ein Beispiel: die präzise dargestellten Sättel der Pferde). Ein Unterschied fällt jedoch ins Auge: Die Pupillen einiger Figuren sind gebohrt.
Interessant ist ein weiteres Detail: Bei der Szene der Darstellung im Tempel sind zwei Frauen abgebildet (es handelt sich um die Hebammen Salome und Zelomi), die Jesus in einem Becken baden. Diese Szene stammt nicht aus dem Neuen Testament, sondern aus einer apokryphen Schrift, dem Protevangelium des Jakobus (19,3). Die Nebeneinanderstellung biblischer Szenen mit solchen, die von der Kirche verworfen worden waren, zeigt, wie sehr sie dennoch im Volksglauben verbreitet waren. Ähnliche Darstellungen findet man u. a. in St. Trophime in Arles.
Das Gleiche gilt für die Begleiter bei der Flucht der Heiligen Familie nach Ägypten und die dortige Zuflucht. Die diesbezüglichen Textstellen stehen nicht in der Bibel, sondern nur im Pseudo-Matthäus-Evangelium (18 ff.).

- Gesamtansicht
- Fries
- Anbetung der Könige

- Monastir del Camp: Das Westportal des Klosters Monastir del Camp in der Nähe von Thuir wird rechts und links flankiert von jeweils zwei Säulen, die stilistisch der Werkstatt des Meisters von Cabestany zugerechnet werden. Dargestellt sind Fabelwesen oder andere groteske Figuren, die zum Teil Instrumente spielen. Die Figuren am zweiten Kapitell der linken Seite können möglicherweise als Darstellungen des römischen Kaisers Konstantin mit seiner Mutter Helena, der Schutzpatronin der nahen Stadt Elne identifiziert werden.

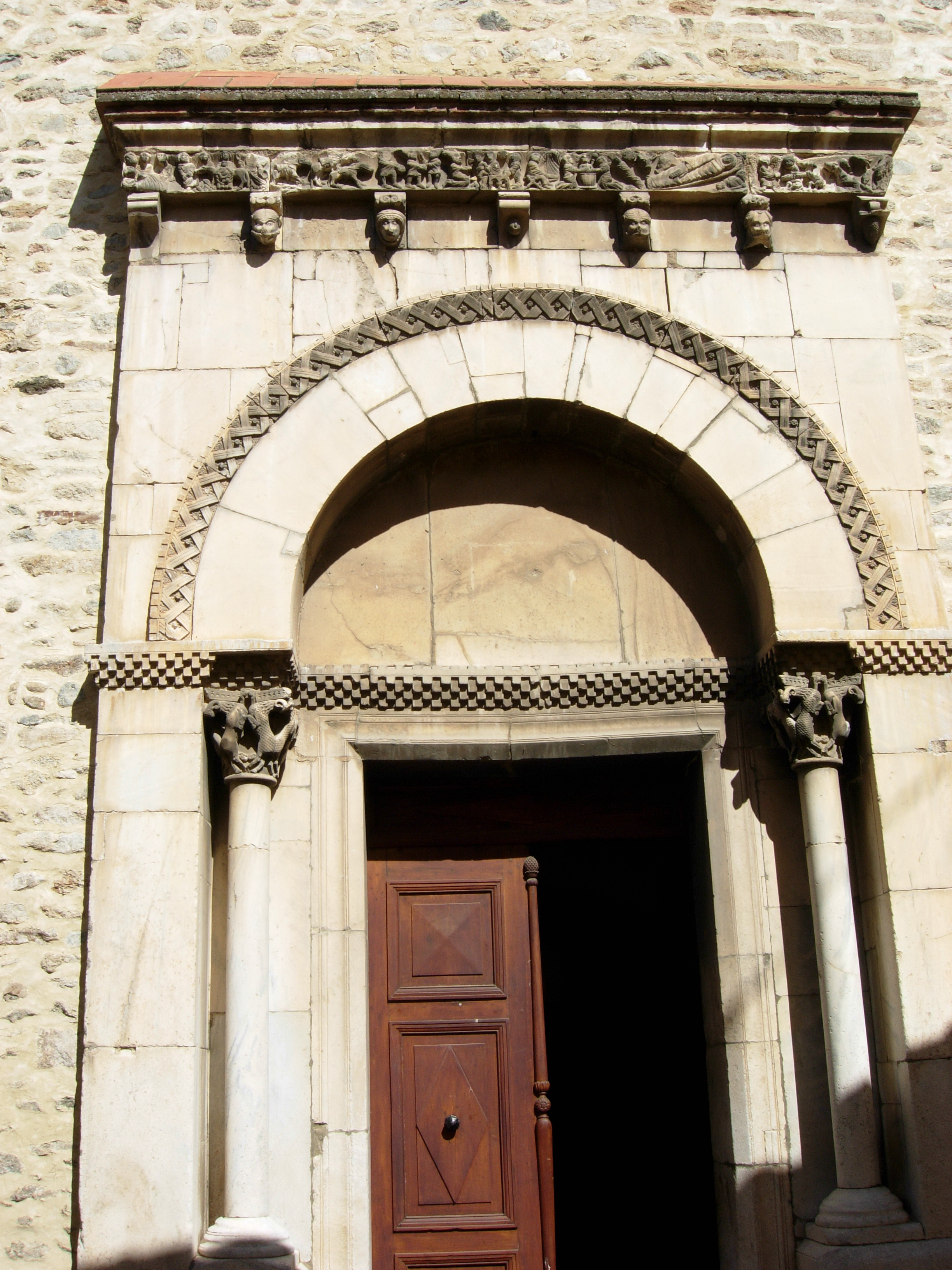
Gesamtansicht
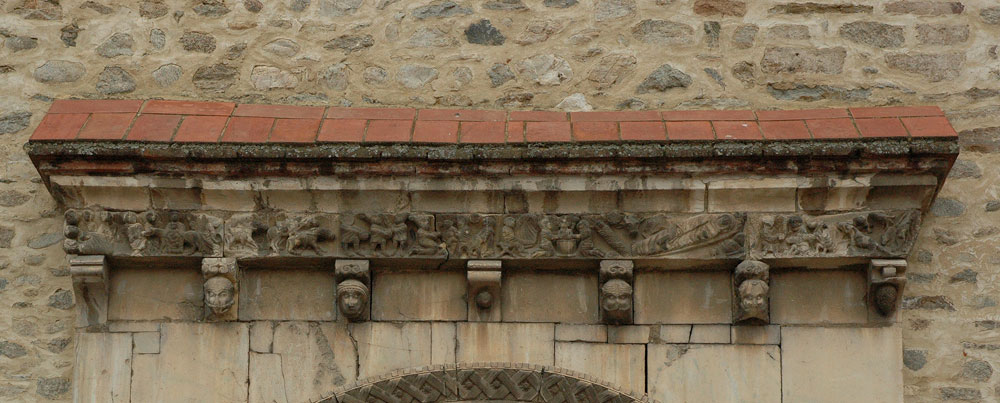
Linkes Säulenpaar
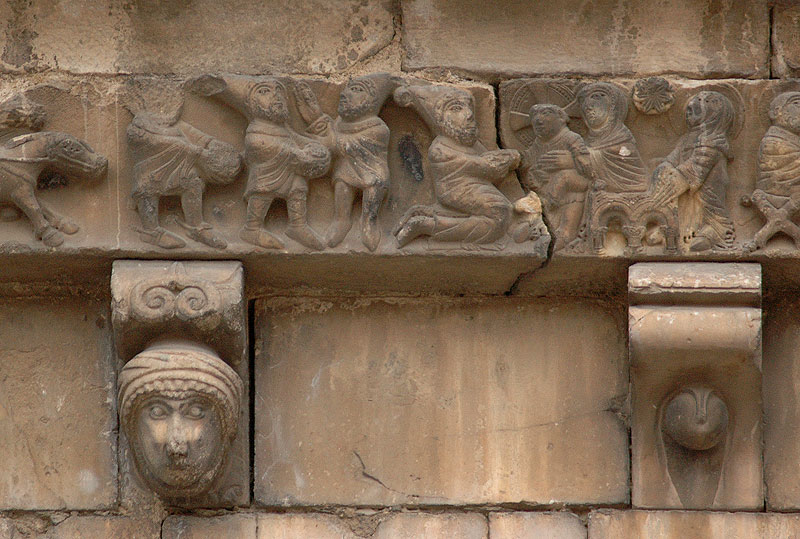
Rechtes Säulenpaar

- Département Aude

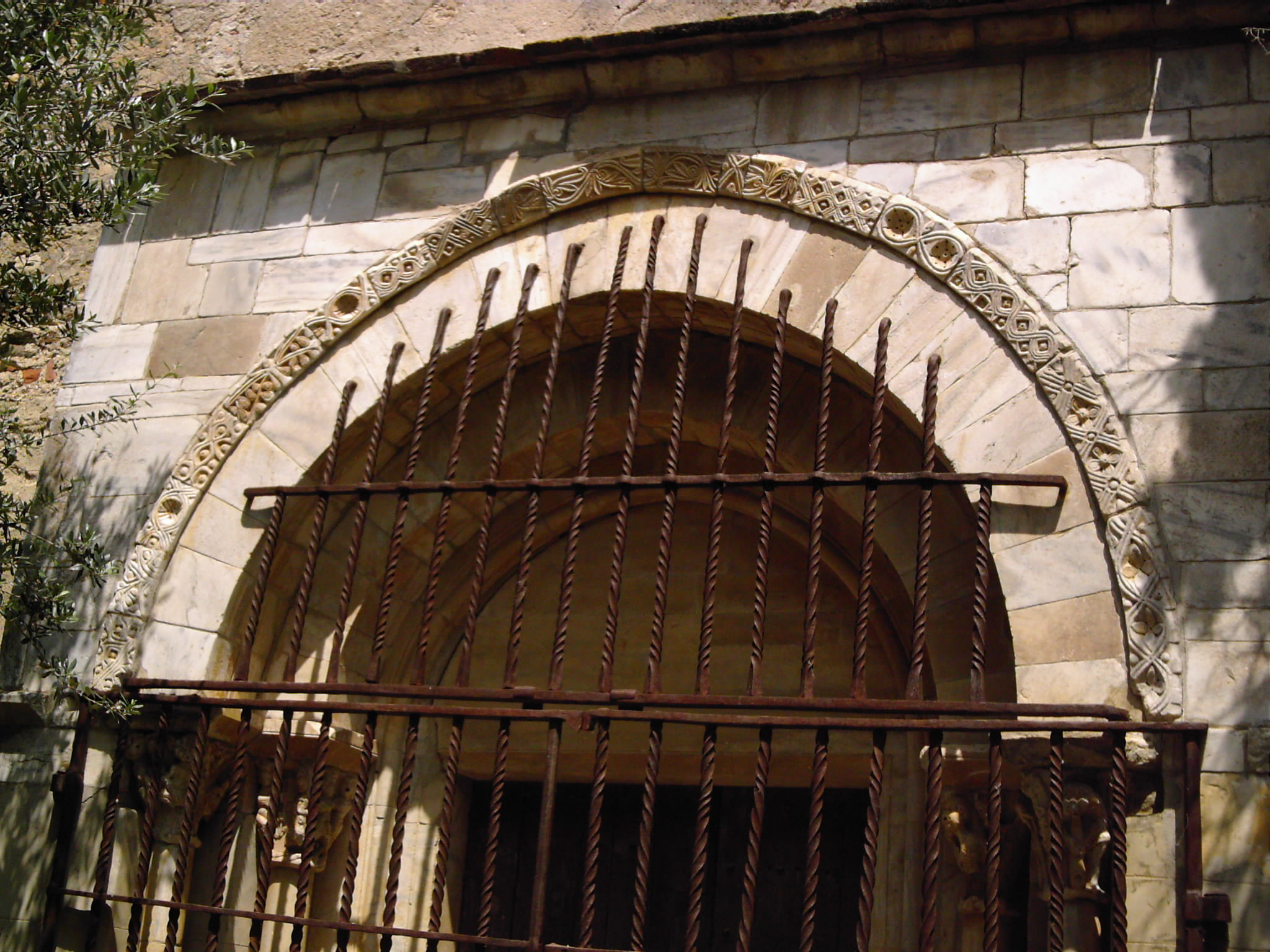
Gesamtansicht
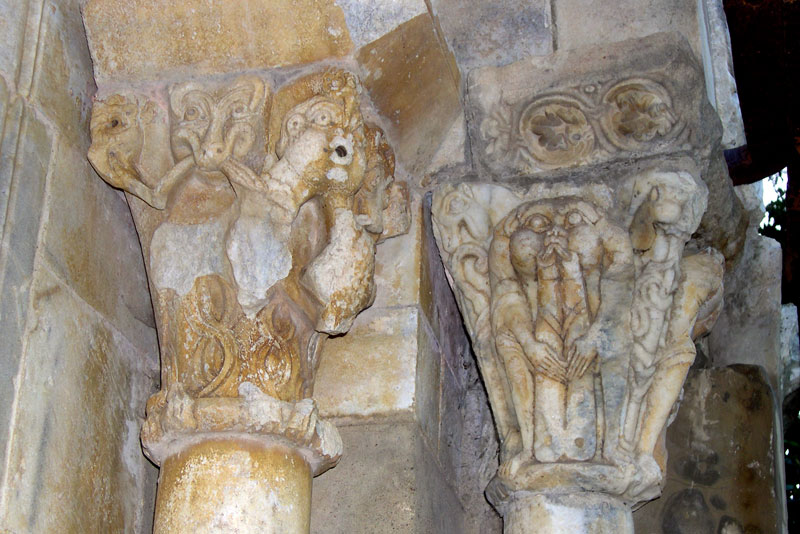
Linkes Säulenpaar
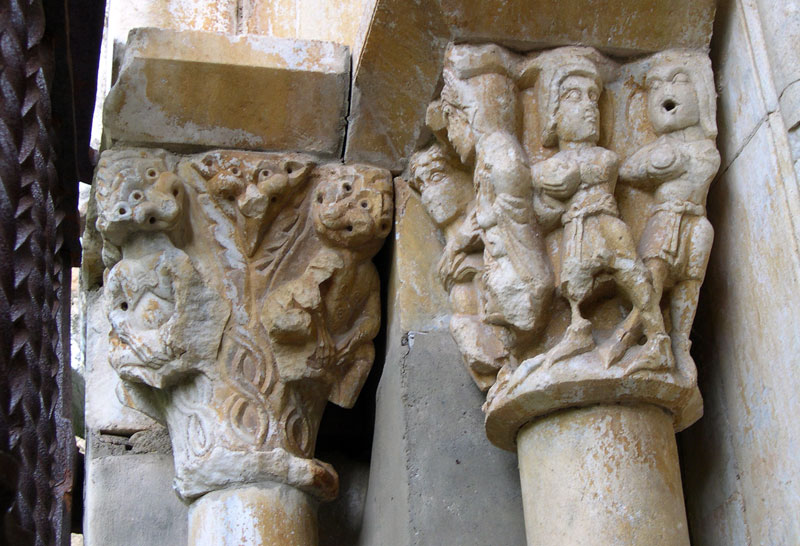
Rechtes Säulenpaar

- Rieux-Minervois: Im Inneren der heptagonalen Kirche L'Assomption-de-Notre-Dame finden sich 14 Kapitelle, von denen eines die Himmelfahrt Mariens darstellt – ähnlich der Darstellung in Cabestany. Auf einem weiteren Kapitell sind Löwen abgebildet, die übrigen 12 sind korinthisch. In der Kirche befinden sich noch weitere Kapitelle, die von einem früheren Portal stammen.

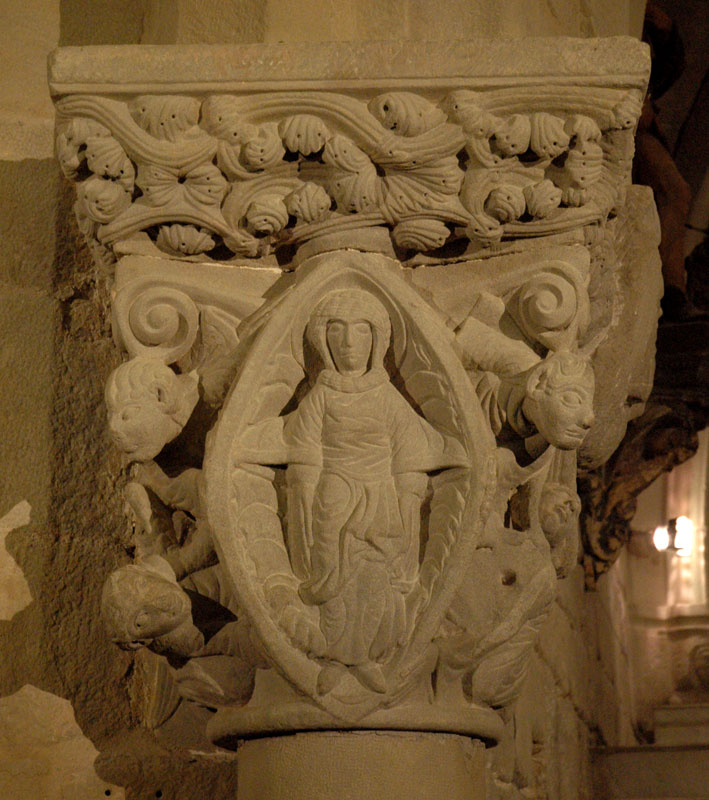
Himmelfahrt Mariens
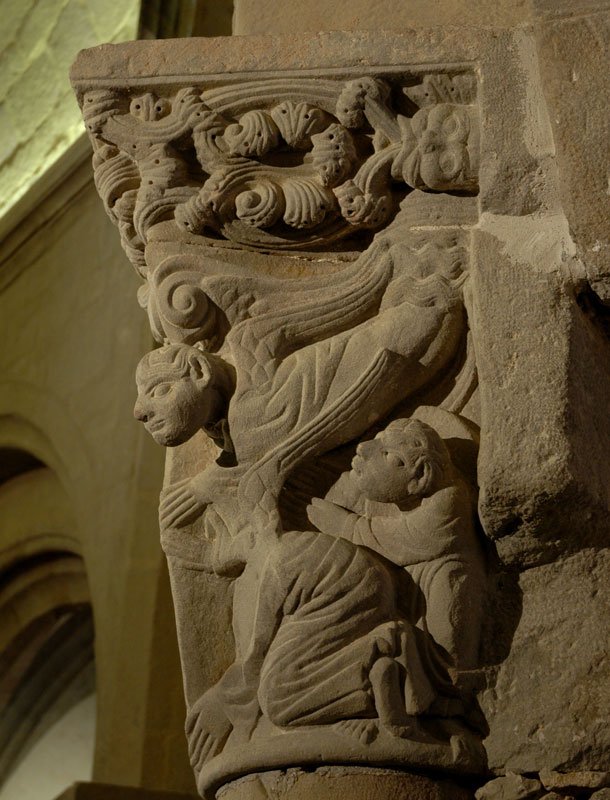
Seitenansicht
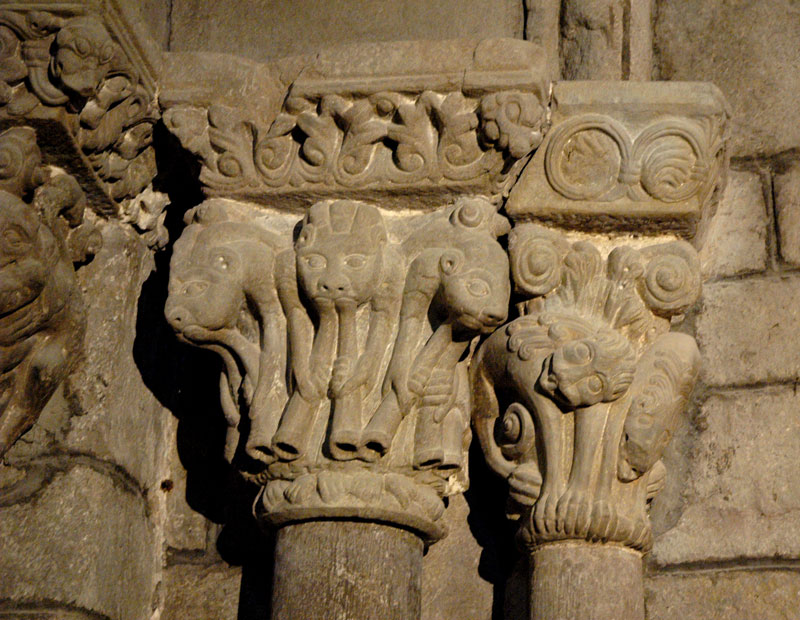
Kapitell am früheren Portal

- Saint-Hilaire: In der Kirche der Abtei Saint-Hilaire ist eines der bedeutendsten Werke des Meisters von Cabestany erhalten, das als eines seiner späten Werke gilt. Es handelt sich um den Sarkophag des heiligen Saturnin, im 3. Jahrhundert erster Bischof von Toulouse. Ihm war die Kirche ursprünglich geweiht. Der Sarkophag ist aus einem einzigen Block aus weißem Marmor gemeißelt. Die Skulpturen stellen Szenen aus dem Leben des Heiligen dar:
Rechte Seite: Saturnin mit Bischofsstab und aufgeschlagenem Evangelienbuch in den Händen ist umgeben von seinen Schülern, den Heiligen Honest, Bischof von Pamplona, und Papoul.
Vorderseite: Saturnin, umgeben von vielen Menschen, wird von römischen Soldaten verhaftet. Zu seinen Füßen erkennt man zahlreiche Tiere – Symbole für Heidentum und Barbarei.
Rückseite: Hier wird das Martyrium dargestellt. Er wird an einen Stier gefesselt, der mit Spießen und durch Hunde gereizt wird. Einige Jungfrauen, die die Szene beobachten, werden vom Heiligen gesegnet.
Linke Seite: Diese Seite des Sarkophags zeigt die Grablegung. Die Seele des Verstorbenen verlässt seinen Körper und wird von Engeln empfangen.

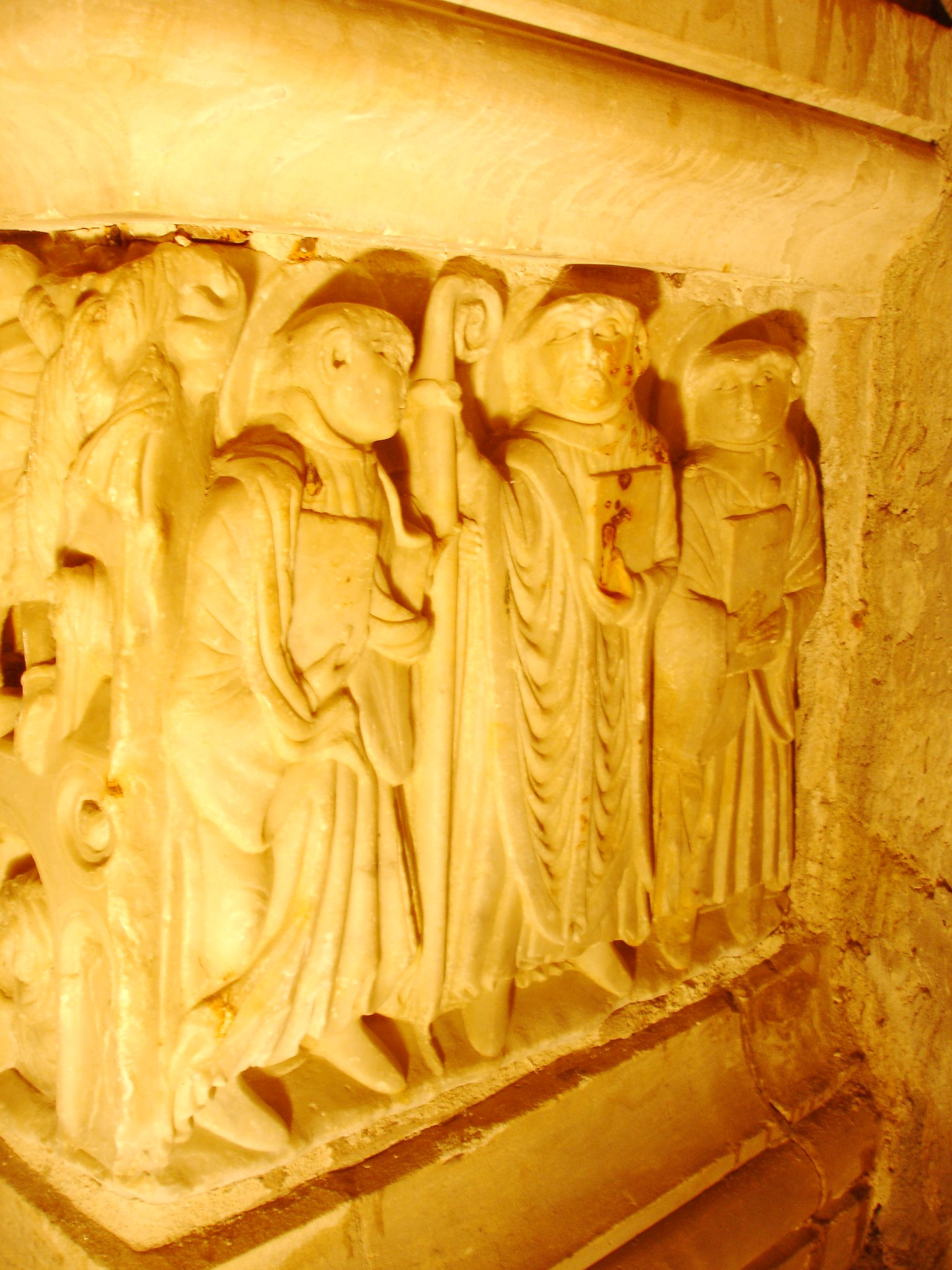
Rechte Seite
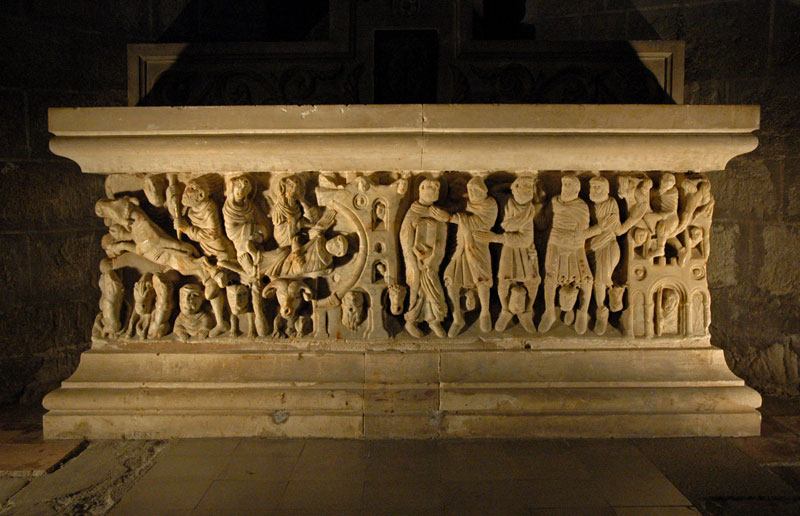
Rückseite
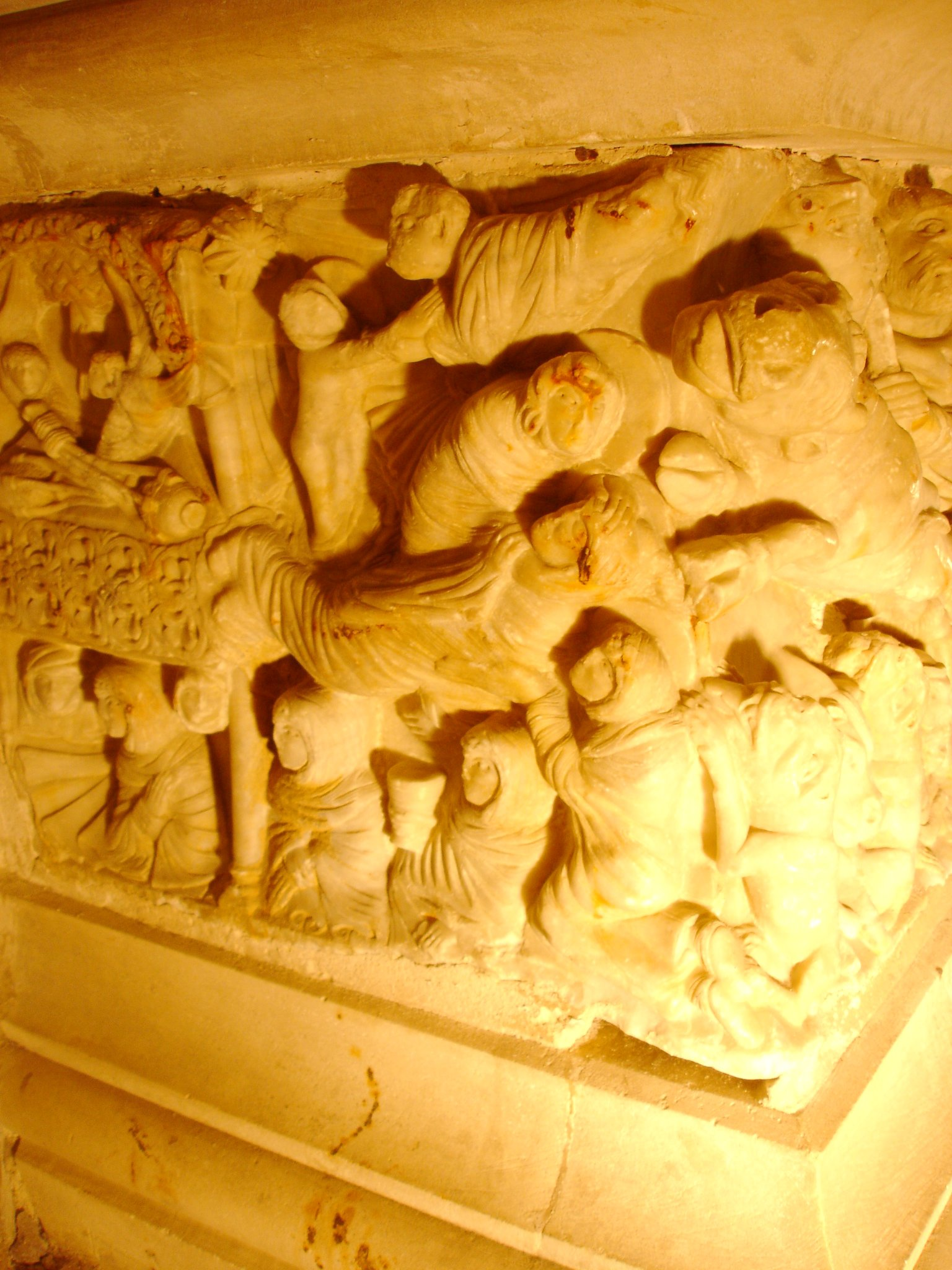
Linke Seite
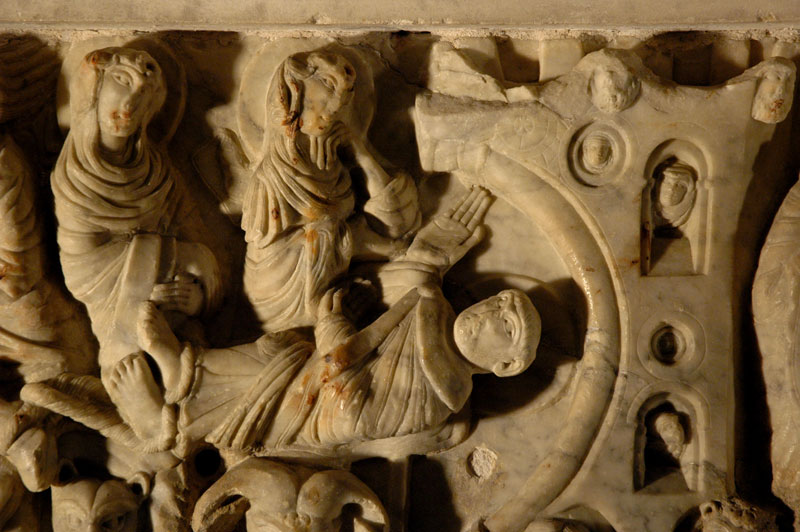
Detail von der Rückseite
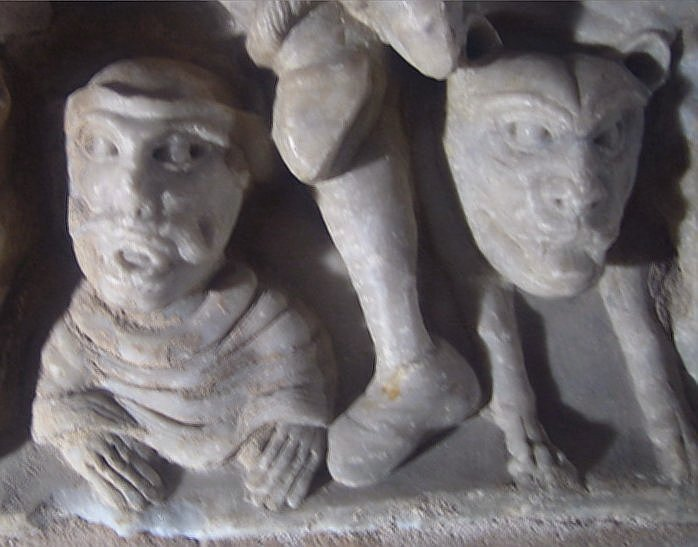
Weiteres Detail

- Abtei Saint-Papoul: An dieser Kirche befindet sich das Werk des Meisters an der Außenwand der zentralen Apsis der Abteikirche. Es handelt sich um zwei Kapitelle: Das eine stellt Daniel in der Löwengrube dar, das andere zeigt die Strafe für die Verleumder. Beide Szenen stammen aus dem Buch Daniel der Bibel.

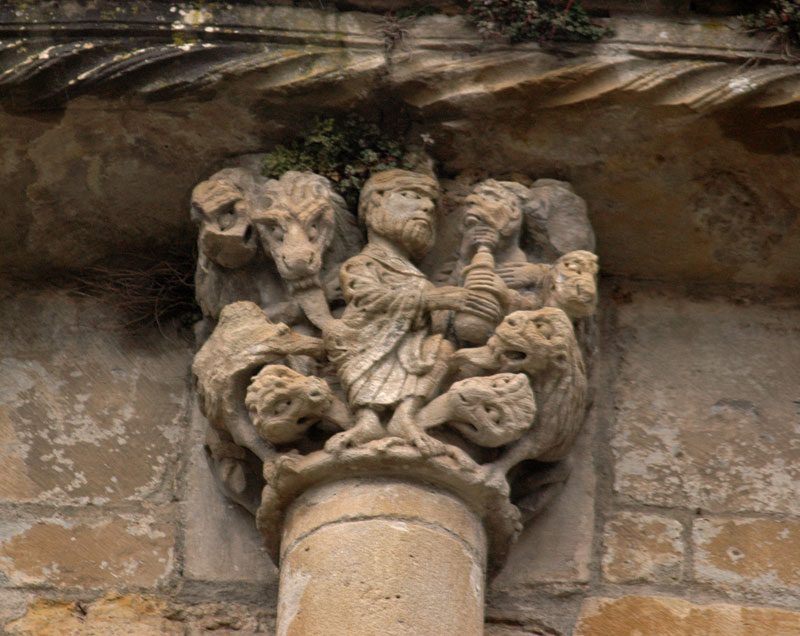
Daniel in der Löwengrube
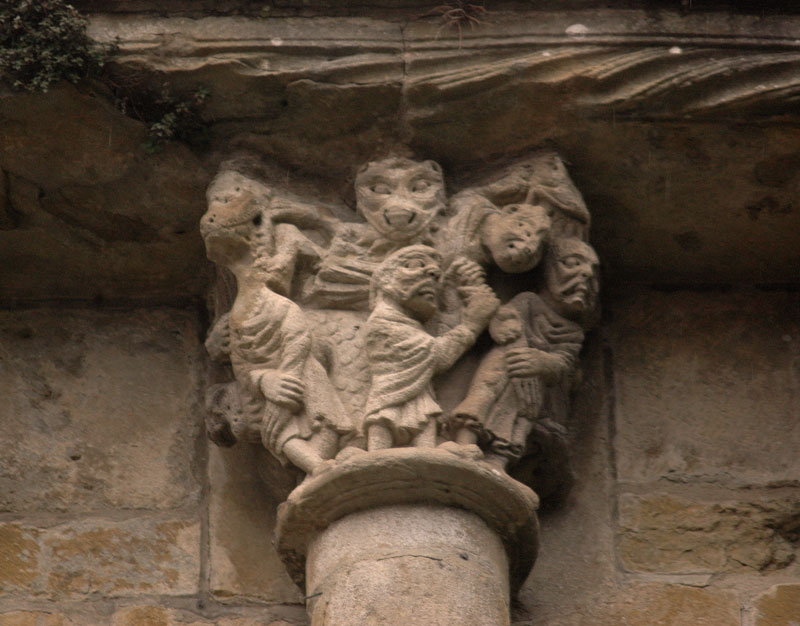
Strafe der Verleumder

- Abtei Sainte-Marie de Lagrasse: Einige Fragmente von Skulpturen, die möglicherweise zu einem früheren Portal gehörten, haben sich in der Abteikirche erhalten; andere finden sich auf dem zugehörigen Friedhof. Die Zuschreibung dieser Werke zum Meister oder seiner Werkstatt ist trotz aller stilistischer Übereinstimmungen nicht endgültig gesichert.

### Spanien
- Katalonien

- El Port de la Selva: Eines der größten Werke des Meisters von Cabestany befand sich in der nahegelegenen Abtei Sant Pere de Rodes. Es handelt sich um das Jahr 1030 errichtete, zwischen 1160 und 1167 umgebaute und 1832 zerstörte Westportal, dessen Fragmente heute in verschiedenen Museen aufbewahrt werden. Im Museo Frederic Marès in Barcelona finden sich Darstellungen der Berufung der Apostel sowie des Agnus Dei. Weitere Teile des Portals werden im Museum des Castell de Peralada ausgestellt. Das Fitzwilliam-Museum in Cambridge besitzt einen 10 × 11 × 7 cm großen Marmorkopf eines bärtigen Mannes, der mit hoher Wahrscheinlichkeit ebenfalls vom Portal von Sant Pere de Rodes stammt.

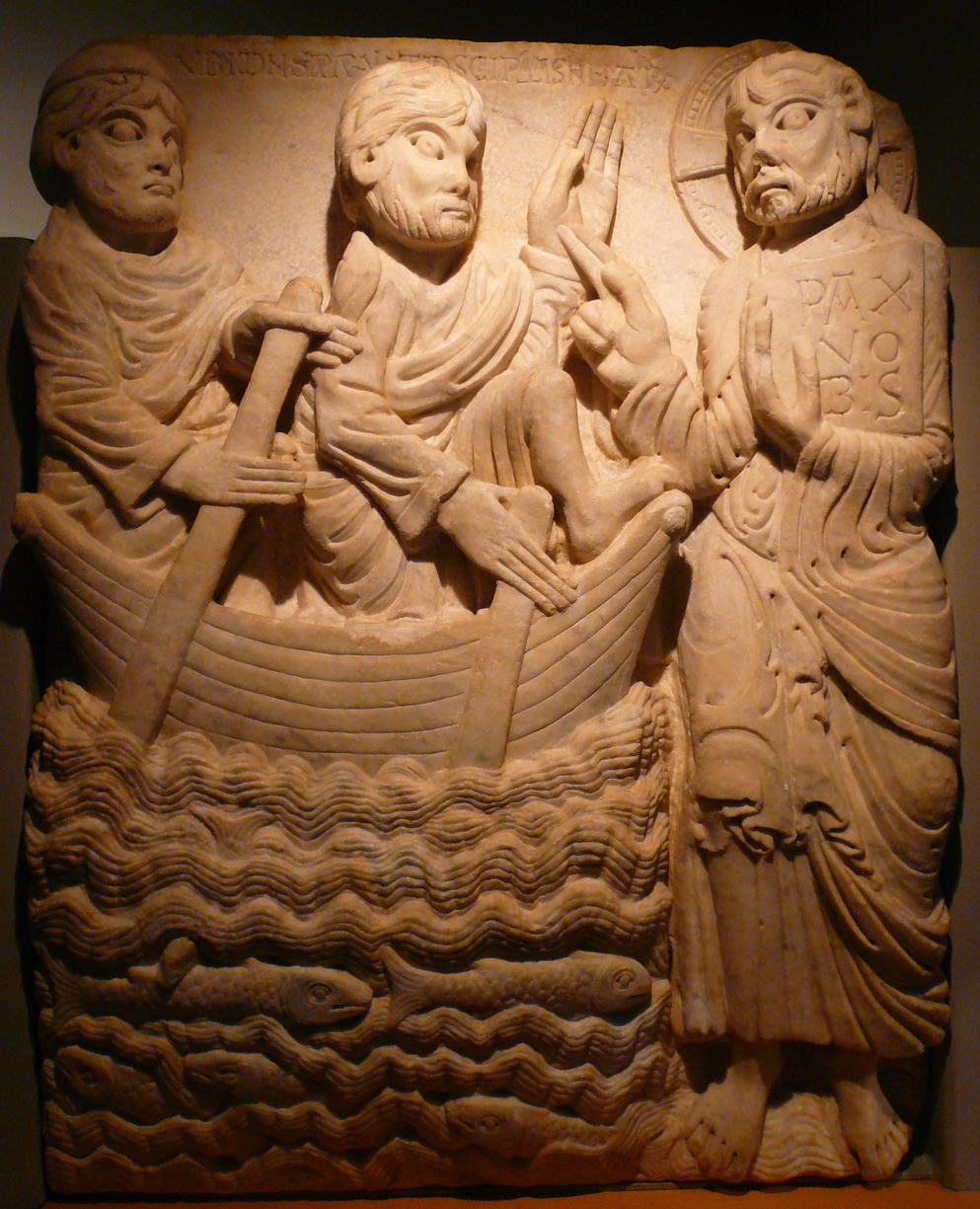
Berufung der Apostel
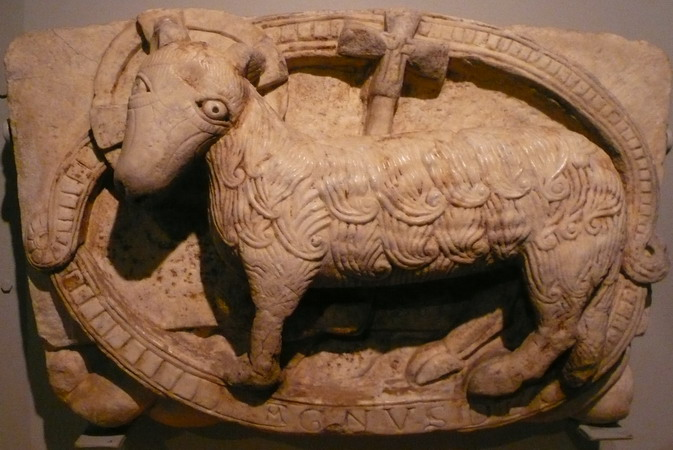
Agnus Dei
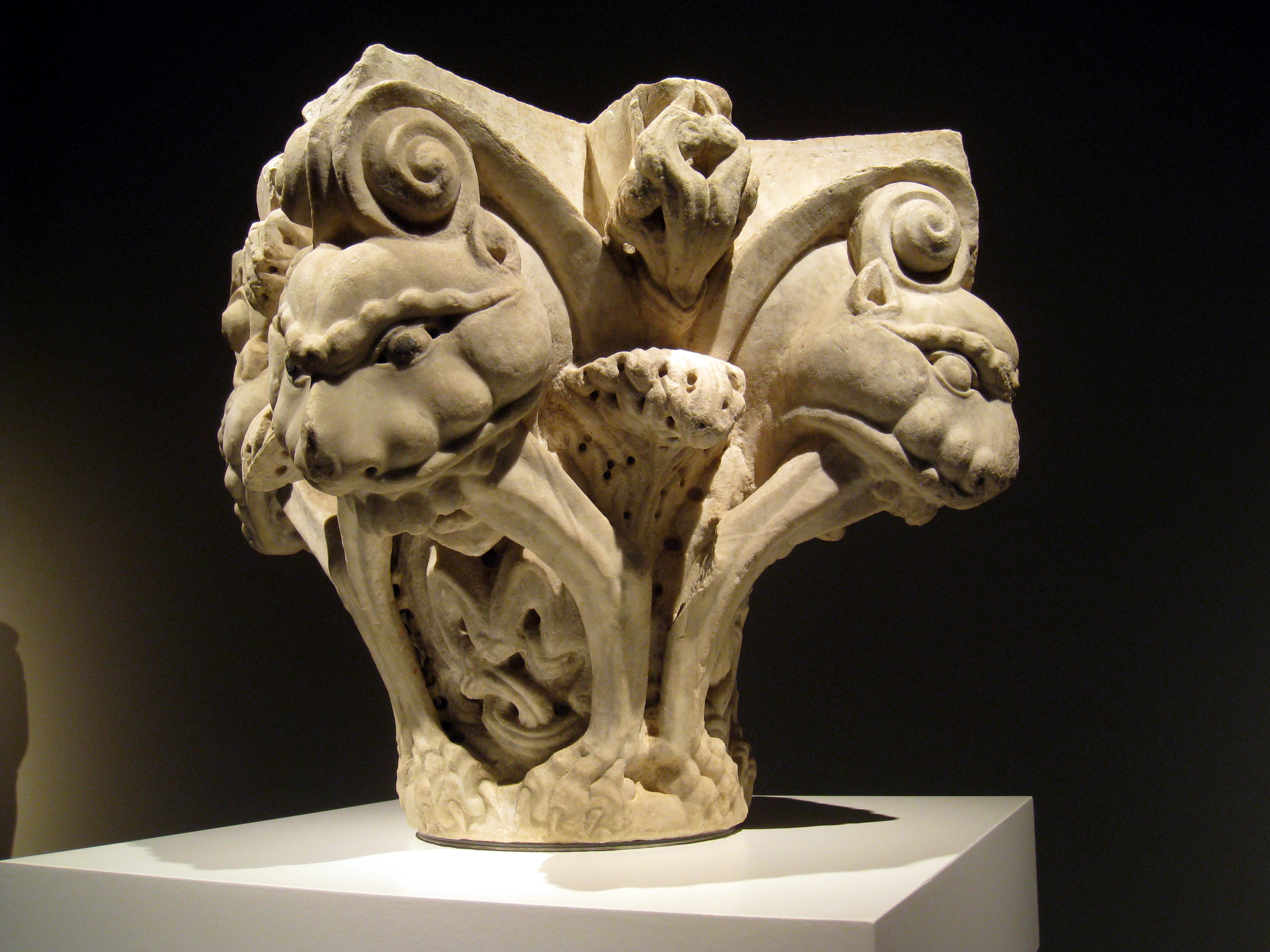
Kapitell, ausgestellt im Castell de Peralada

- Girona: In der Abteikirche Sant Pere de Galligants haben sich in der Apsis der Kirche zwei Kapitelle erhalten, die der Werkstatt des Meisters zugeschrieben werden. Auf dem einen wird das Martyrium eines Heiligen dargestellt (möglicherweise Paulus), auf dem anderen Christus zwischen zwei Aposteln.

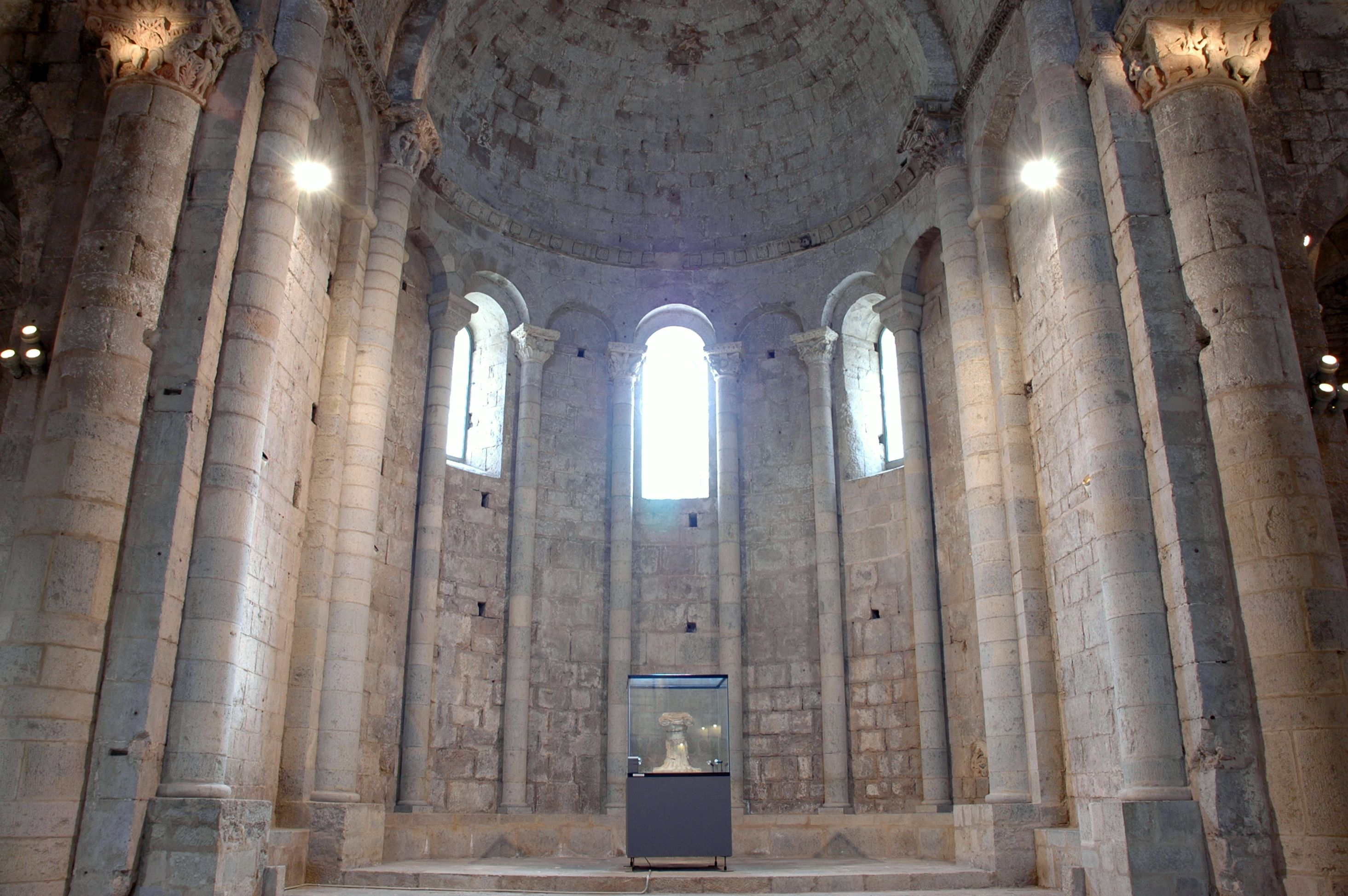
Gesamtansicht des Chorraums

- Navarra

- Errondo:  Tympanon der Kirche, heute in der Ausstellung The Cloisters des Metropolitan Museum of Art in New York

### Italien
- Toskana

- Abtei Sant’Antimo: Kapitell im rechten Kirchenschiff der Abteikirche (Daniel in der Löwengrube)

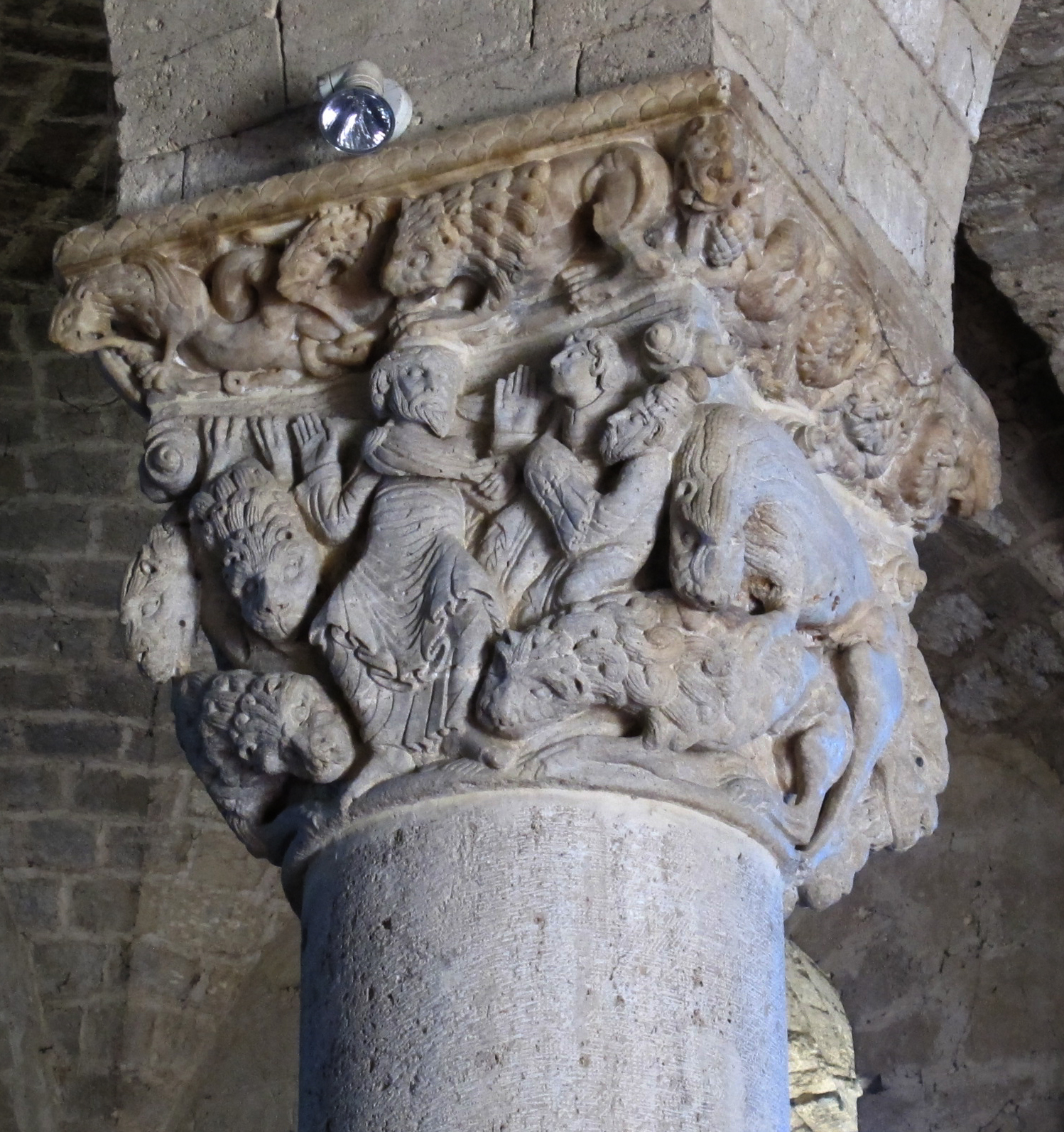
Kapitell

- Prato: Im romanischen Kreuzgang der Kathedrale Santo Stefano finden sich drei Kapitelle, die  mit hoher Wahrscheinlichkeit dem Kreis um den „Meister von Cabestany“ zugeschrieben werden können. Das erste zeigt ein Fabelwesen mit den gleichen charakteristischen Merkmalen wie verschiedene im Roussillon. Ein weiteres stellt eine Person dar, die von Löwen angegriffen wird.

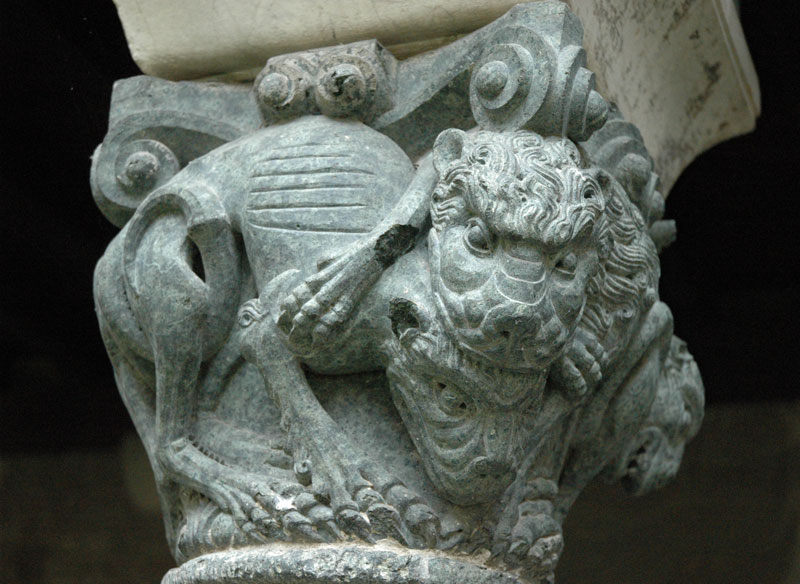
Kapitell aus Prato
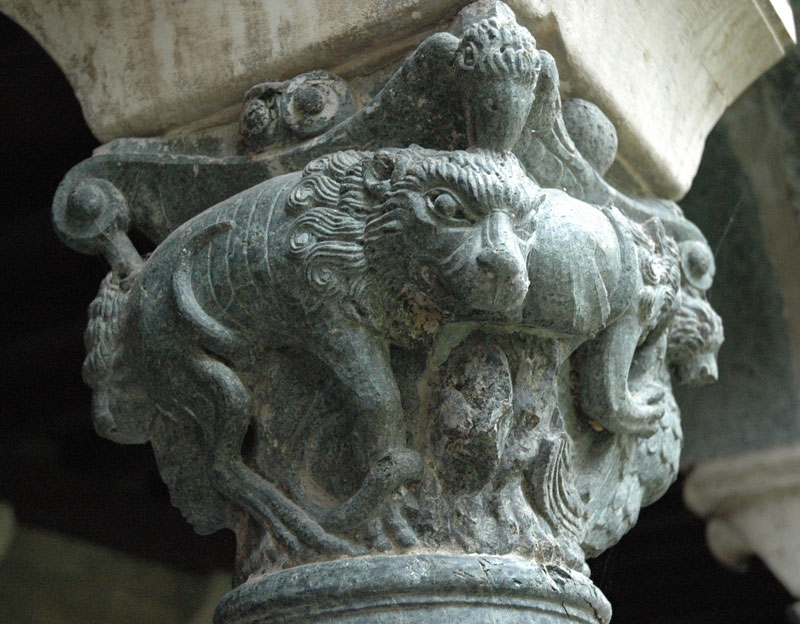
Weiteres Kapitell

- San Casciano in Val di Pesa: Aus der Pfarrkirche San Giovanni in Sugana stammt eine weitere Arbeit des Meisters, wobei nicht eindeutig geklärt ist, ob es dabei sich um die Säule eines Taufbeckens oder einen repräsentativen Kerzenständer handelt. Dargestellt sind u. a. die Verkündigung und die Geburt Jesu. Die Säule steht heute im städtischen Museum von San Casciano.

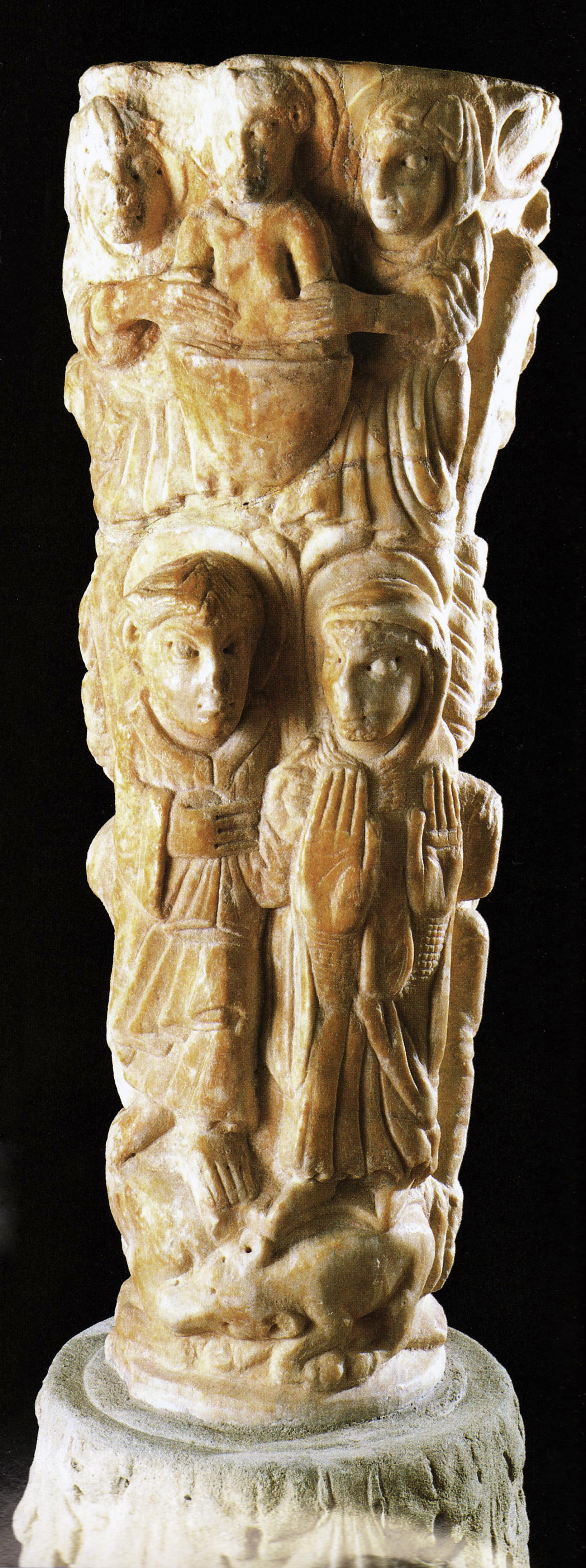
Säule, Museum von San Casciano

## Centre de Sculpture Romane
Zu Beginn der 1990er Jahre beschloss die Stadt Cabestany, das Werk des Künstlers stärker in das Licht der Öffentlichkeit zu rücken. So wurde im Jahr 1993, nach Rücksprache mit dem Generalinspektor der Monuments historiques, ein wissenschaftliches Gremium aus französischen und europäischen Experten gebildet, um aus den zahlreichen Werken des Meisters die wichtigsten und repräsentativsten auszuwählen.
Auf ihren Rat hin wurde die Entscheidung gefällt, Nachbildungen dieser Skulpturen anzufertigen. Im Jahr 2007 hatte Bildhauer Alphonse Snoeck bereits 60 Skulpturen originalgetreu fertiggestellt.
Im Jahre 1994 hatte die Stadt einen ehemaligen Weinkeller von 1000 m² Grundfläche erworben; dieser dient seit Juni 2004 als Centre de Sculpture Romane. Das Zentrum dient nicht nur als Museum, sondern auch der Forschung. Außer den Werken des Meisters von Cabestany finden sich Arbeiten anderer Bildhauer seiner Zeit.